# Rabia Ben Abdallah
Rabia Ben Abdallah (àrab: ربيعة بن عبدالله, Rabīʿa ibn ʿAbd-allāh) és una actriu tunisiana. També és professora de teatre.

## Filmografia

### Cinema
- 1990: Halfaouine asfour stah de Férid Boughedir: Jamila
- 1993: L'Articolo 2 de Maurizio Zaccaro
- 1994: Le Vent des destins d'Ahmed Djemai
- 2000: La Saison des hommes de Moufida Tlatli
- 2004: Intox, chronique d'un fils de p... d'Akim Sakref
- 2006: Fleur d'oubli de Selma Baccar
- 2014: Printemps tunisien de Raja Amari[1]

### Televisió
- 2015: Anna e Yusuf de Cinzia TH Torrini
- 2021: Awled El Ghoul de Rafika Boujday

## Teatre
- Une Nuit de perdue qui revient d'Ezzedine Gannoun
- Les Glas de Lassaâd Ben Abdallah i Nadia Ben Ahmed

## Distinctions
Rabia Ben Abdallah va guanyar nombrosos premis pel seu paper de Zakia a Fleur d'oubli de Salma Baccar:
- Premi a la millor actriu a la vuitena Biennal de Cinemes Àrabs de París, el 2006[2]
- Premi « Images de femmes » al Festival internacional de cinema Vues d'Afrique a Montréal, el 2007
- Pantalla a la millor actriu al Festival Écrans Noirs al Camerun, el 2008[3]
- Premi a l'actriu al Festival Internacional de Cinema de Rabat, l'2008

Per La Saison des hommes va guanyar una menció a la millor actriu a la XXI edició de la Mostra de València.